# Еламське лінійне письмо

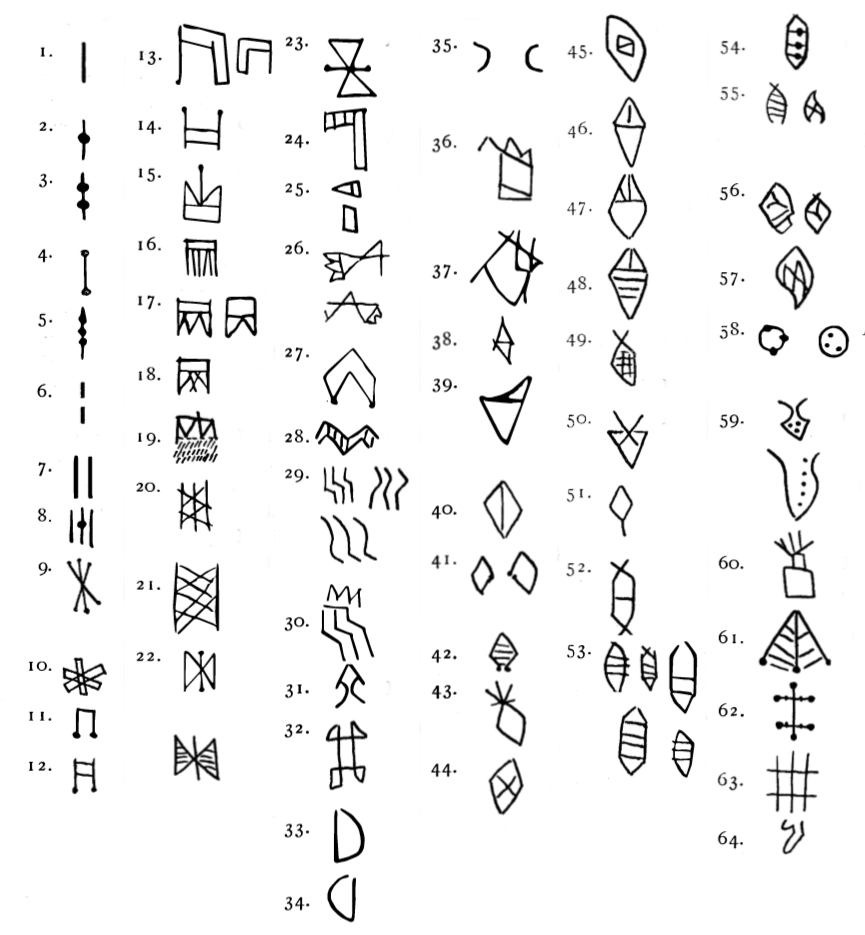
Відомі знаки еламського лінійного письма

Лінійне еламське письмо — система писемності бронзової доби, що існувала в Еламі між 2300—1850 рр. до н. е. Відома переважно за кількома монументальними написами. Використовувалося одночасно з еламським клинописом для текстів еламською мовою (що було остаточно доведено лише після його дешифровки у 2010-ті рр.)

## Огляд
Писемність використовувалася протягом короткого періоду часу в останній чверті 3-го тисячоліття до нашої ери.
Відомо кілька спроб розшифрувати лінійну еламську писемність. Перші спроби Карла Франка (1912) та Фердинанда Борка (1924) принесли досить обмежений прогрес. Пізніше ще декілька знаків розшифрували Вальтер Гінц та П'єро Меріджі. У листопаді 2020 року Франсуа Дессе оголосив, що розшифрував письмо. Хоча детальна стаття, що описує його відкриття, була опублікована лише в 2021 році, вже попередні матеріали отримали схвальні відгуки спеціалістів.

### Зникнення
Існує думка, що використання лінійного еламського письма закінчилося приблизно в 2100 році до нашої ери зі смертю царя Кутік-Іншушинака, останнього правителя династії Аван в Сузах. Після його смерті лінійне письмо не використовувалося, і Сузи були захоплені Третьою династією Ура, тоді як Елам потрапив під контроль династії Шимашків (також еламського походження).

### Вплив
Вчені порівнювали писемність долини Інду з лінійним еламським, оскільки ці дві мови були сучасними одна одній.
Одним з найкращих джерел знань про еламську мову є двомовна пам'ятка під назвою «Стіл з головою лева», що знаходиться в даний час у Луврі. Пам'ятник написаний як акадською мовою, яка є відомою мовою, так і лінійним еламським письмом. При порівнянні цієї давньої мови з індійською писемністю було знайдено ряд подібних символів.

## Відкриті тексти
Відомо лише 22 документи, записаних лінійним еламським письмом; їх ідентифікують буквами AV (Hinz, 1969, pp. 11–44; Андре ‚і Сальвіні, 1989, с. 58–61); з них 19 — на кам'яних і глиняних предметах, розкопаних в акрополі в Сузах (нині зберігаються в Луврі в Парижі). Інші предмети зберігаються в Національному музеї Ірану.

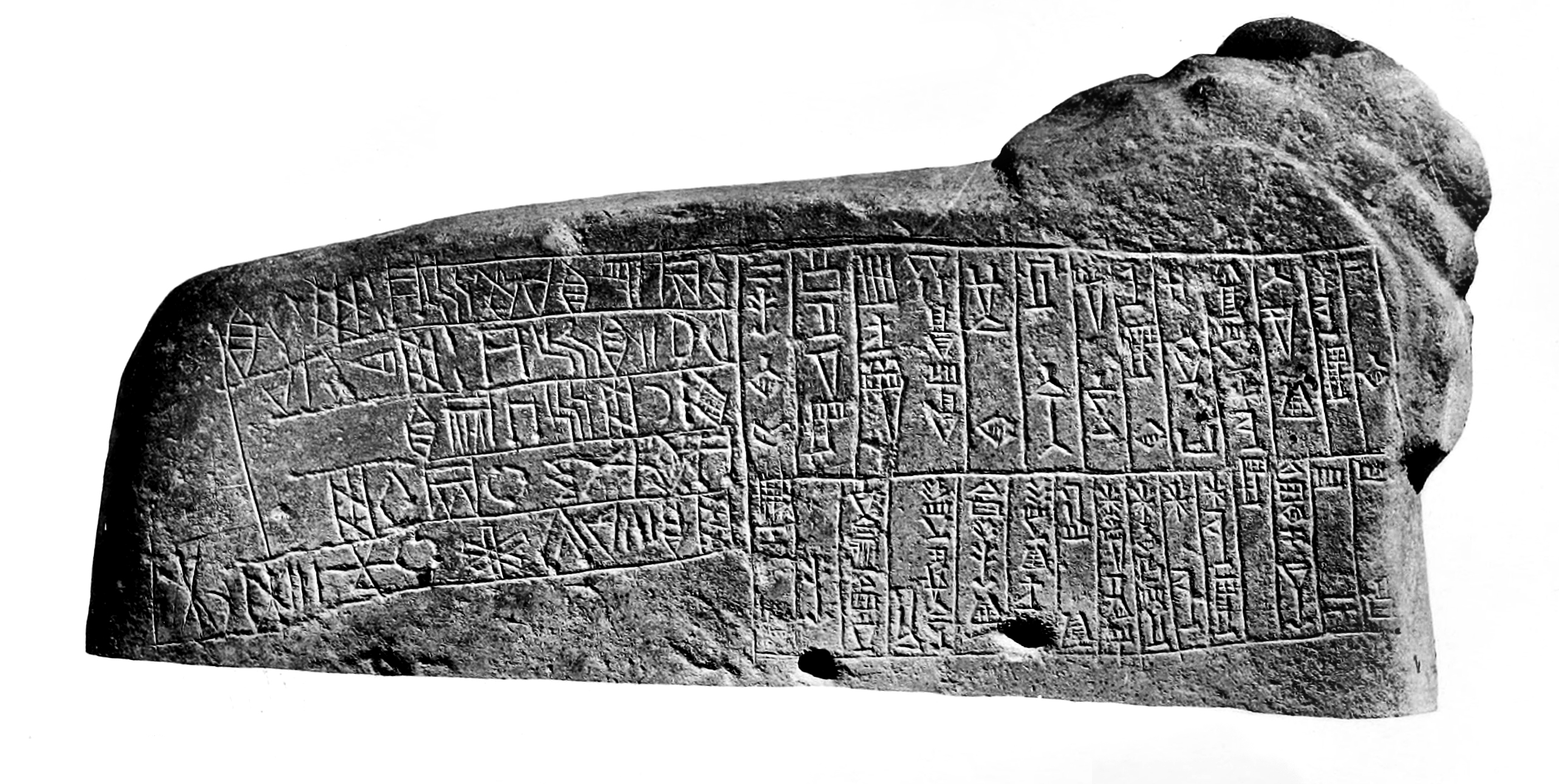
Двомовний лінійний еламсько-аккадський напис царя Кутик-Іншушінака, «Стіл Лев», Музей Лувр Sb 17

Найважливіші довші тексти, частково двомовні, з'являються у монументальному контексті. Вони вигравірувані на великих кам'яних скульптурах, включаючи статую богині Нарунте (I), «Стіл з головою лева» (A) та великі заповітні валуни (B, D), а також на ряду сходів (F, G, H, U) з серії монументальних кам'яних сходів, де вони чергувались із сходами з текстами з акадськими титулами царя Кутик-Іншушінака.
Унікальною знахідкою є предмет Q, срібна ваза з одним рядком ідеально виконаного тексту, що зберігається в Тегеранському музеї. Є також кілька текстів на глиняних конусах (J, K, L), глиняному диску (M) та глиняних табличках (N, O, R). Деякі предмети (A, I, C) включають написи як лінійним еламським, так і акадським клинописом. Двомовні та біографічні написи на монументальних сходах, а також об'ємний валун Б надихнули на перші спроби розшифрувати писемність (Bork, 1905, 1924; Frank, 1912).
Дев'ять текстів також знайдено на срібних склянках (X, Y, Z, F ', H', I ', J', K 'і L').
Деякі з відомих лінійних еламських написів підозрюються у тому, що вони є підробками.
У 2016 році було виявлено 10 додаткових лінійних еламських написів, деякі з яких містять майже 200 знаків.

## Приклади

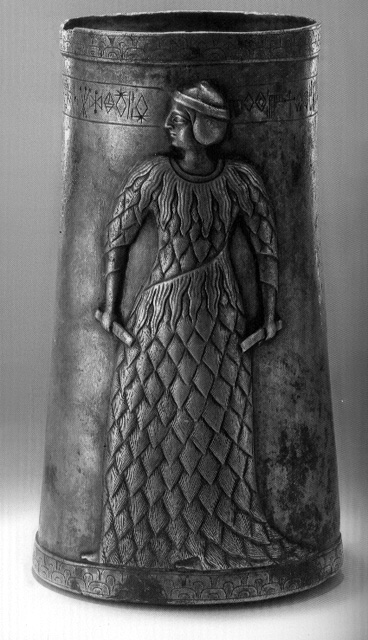
Срібний кубок (предмет Q) з Марвдашта, Фарс, з написом лінійним еламським письмом, 3-го тисячоліття до нашої ери, зберігається в Національному музеї Ірану За словами Дессе, напис говорить «Для пані Марапші (топонім), (названої) Шумар-асу, я зробив цю срібну вазу. У храмі, який буде відомий на моє ім'я, Хамшат, я присвятив його вам з доброю волею»

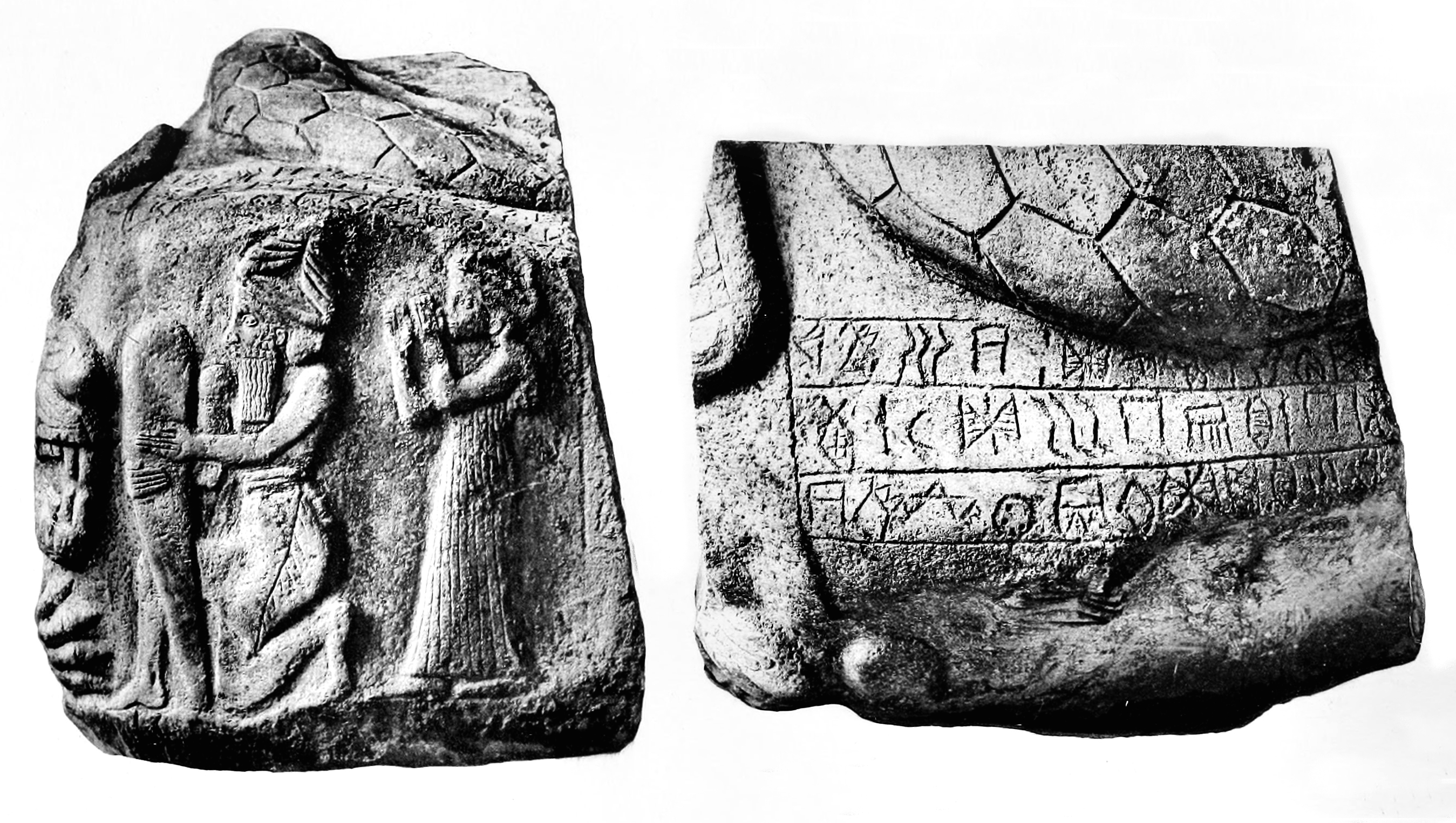
Перфорований камінь, з лінійним еламським текстом. Луврський музей, Sb6 Sb177.
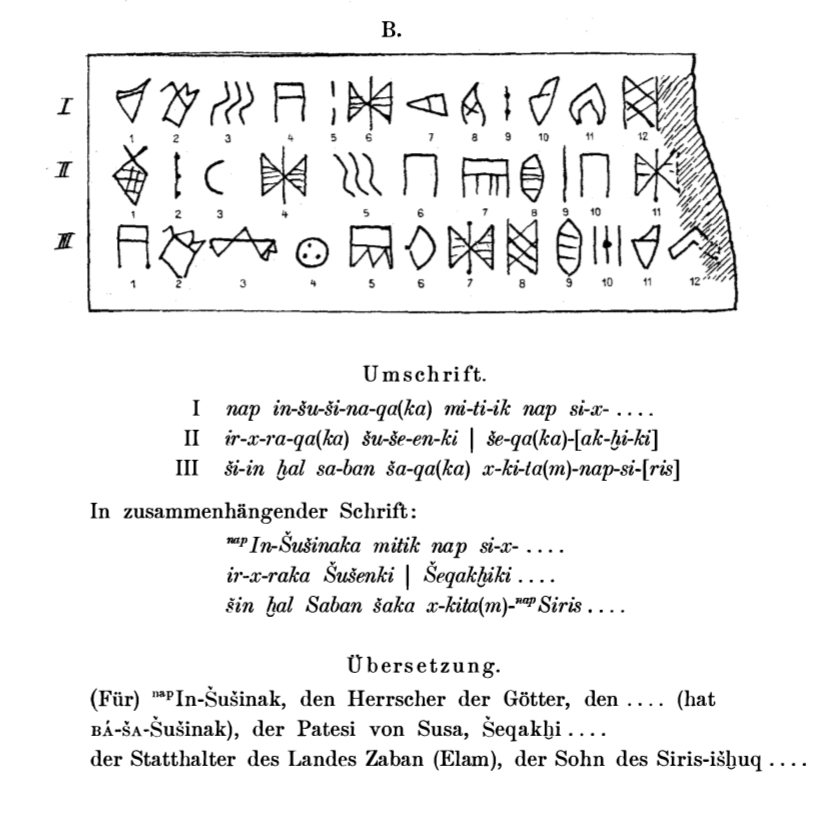
Перфорований камінь - запропоноване читання (1912).
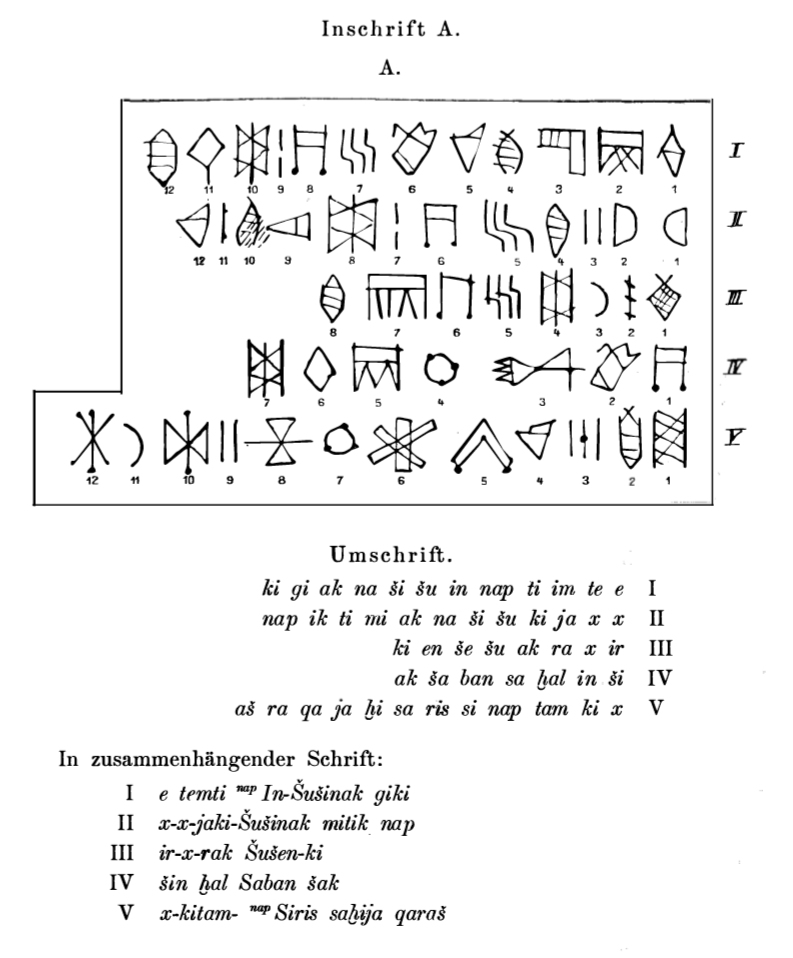
Стіл з головою лева, запропоноване читання (1912).
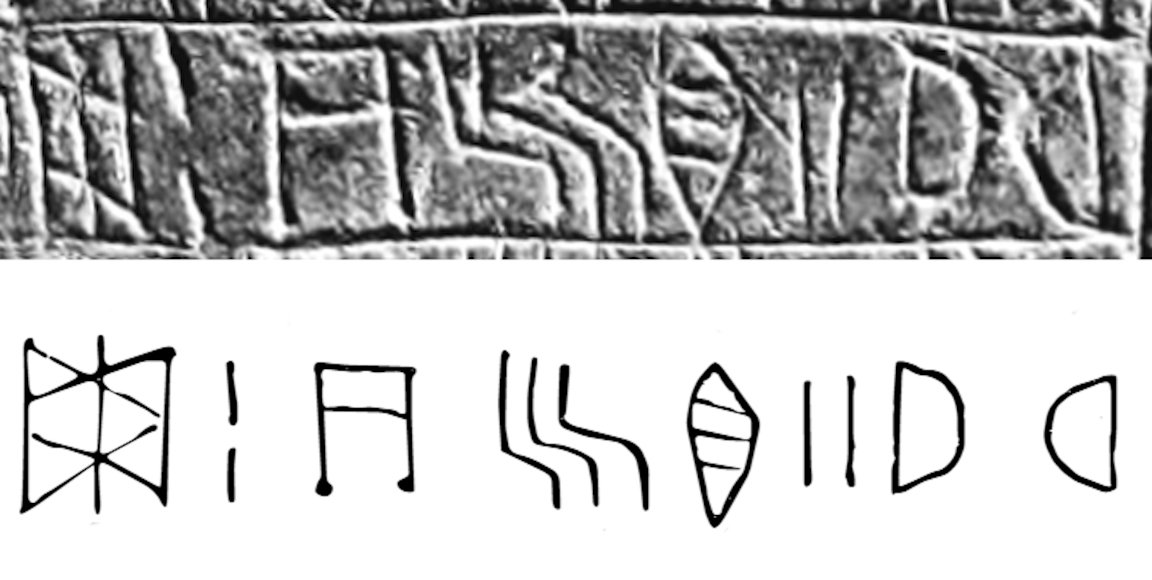
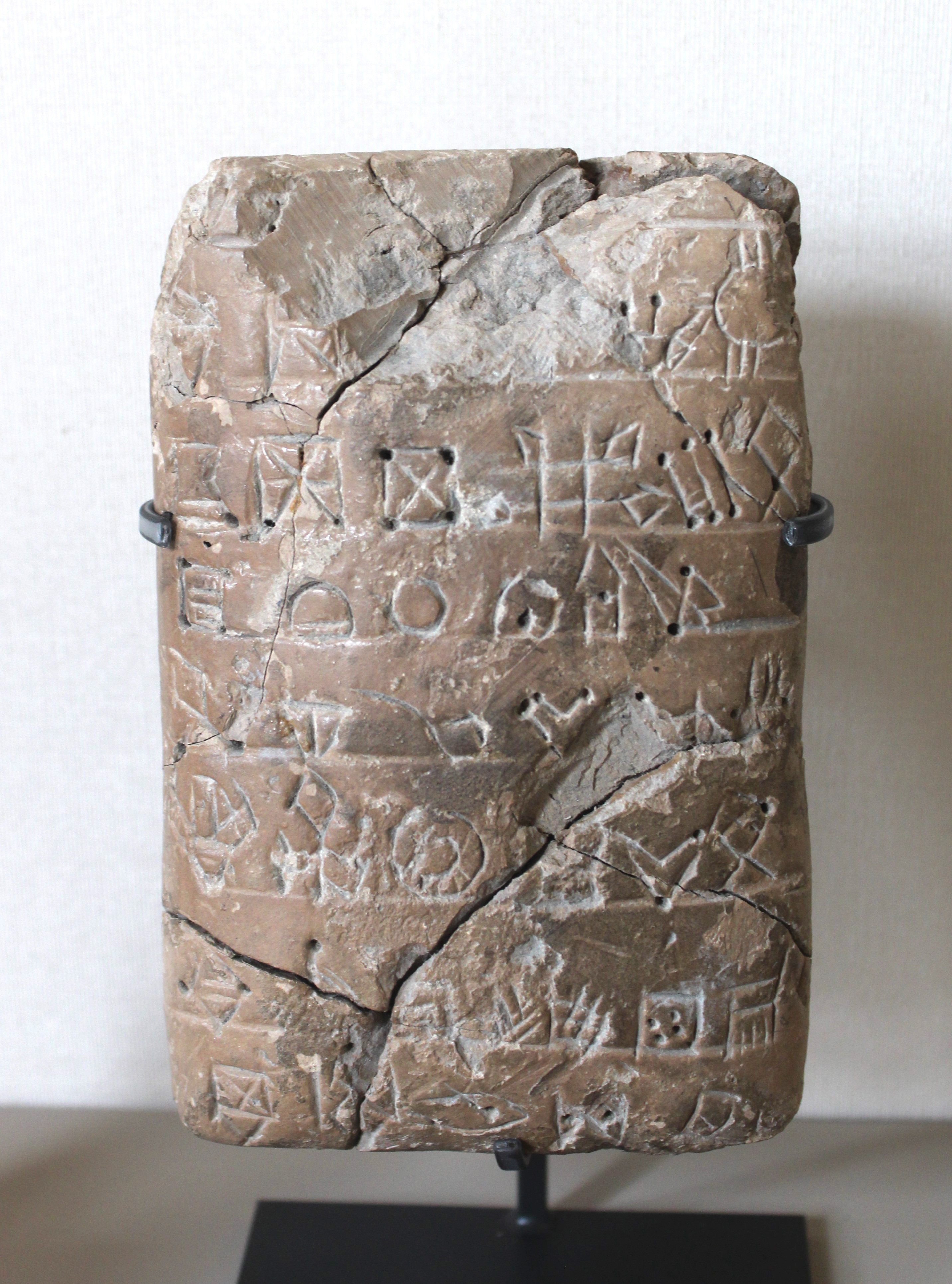
Глиняна табличка з лінійним еламським текстом. Музей Лувр Sb 9382.
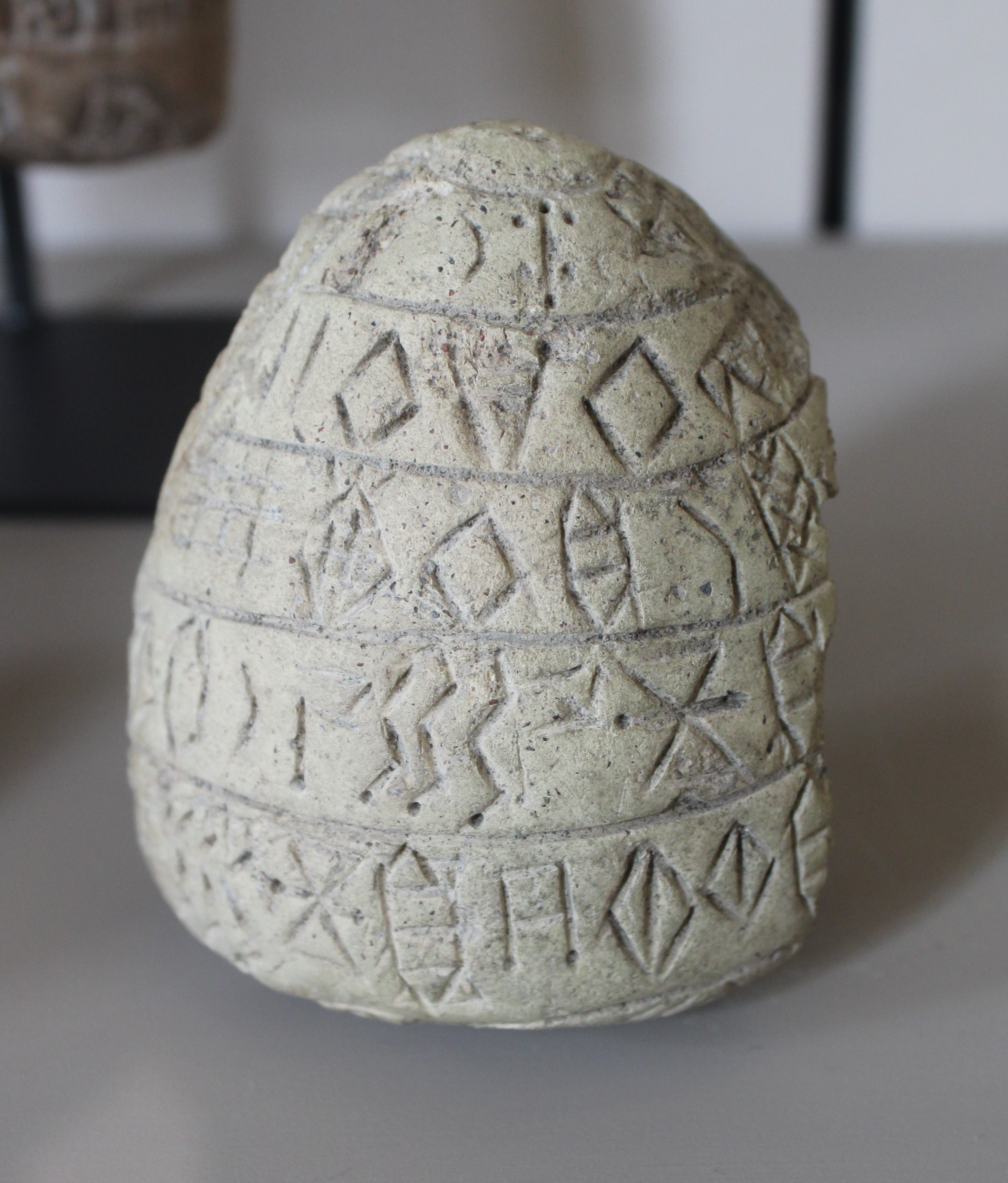
Глиняний конус з лінійним еламським текстом. Музей Лувр Sb 17830. Час правління Кутик-Іншушінака.

## Розшифровка
Дуже багато слів еламської мови відомі із тримовного Бегістунського напису та безлічі інших двомовних або тримовних написів імперії Ахеменідів, в яких еламське записувалося еламським клинописом (близько 400 р. до н. е.), який був повністю розшифрований. Важливий словник еламської мови, Elamisches Wörterbuch, був опублікований у 1987 р. В. Гінцом та Х. Кохом. Однак лінійне еламське письмо, яким користувалися раніше, близько 2000 р. до н., довго залишалося нерозшифрованим.

### Перші читання (1905—1912)

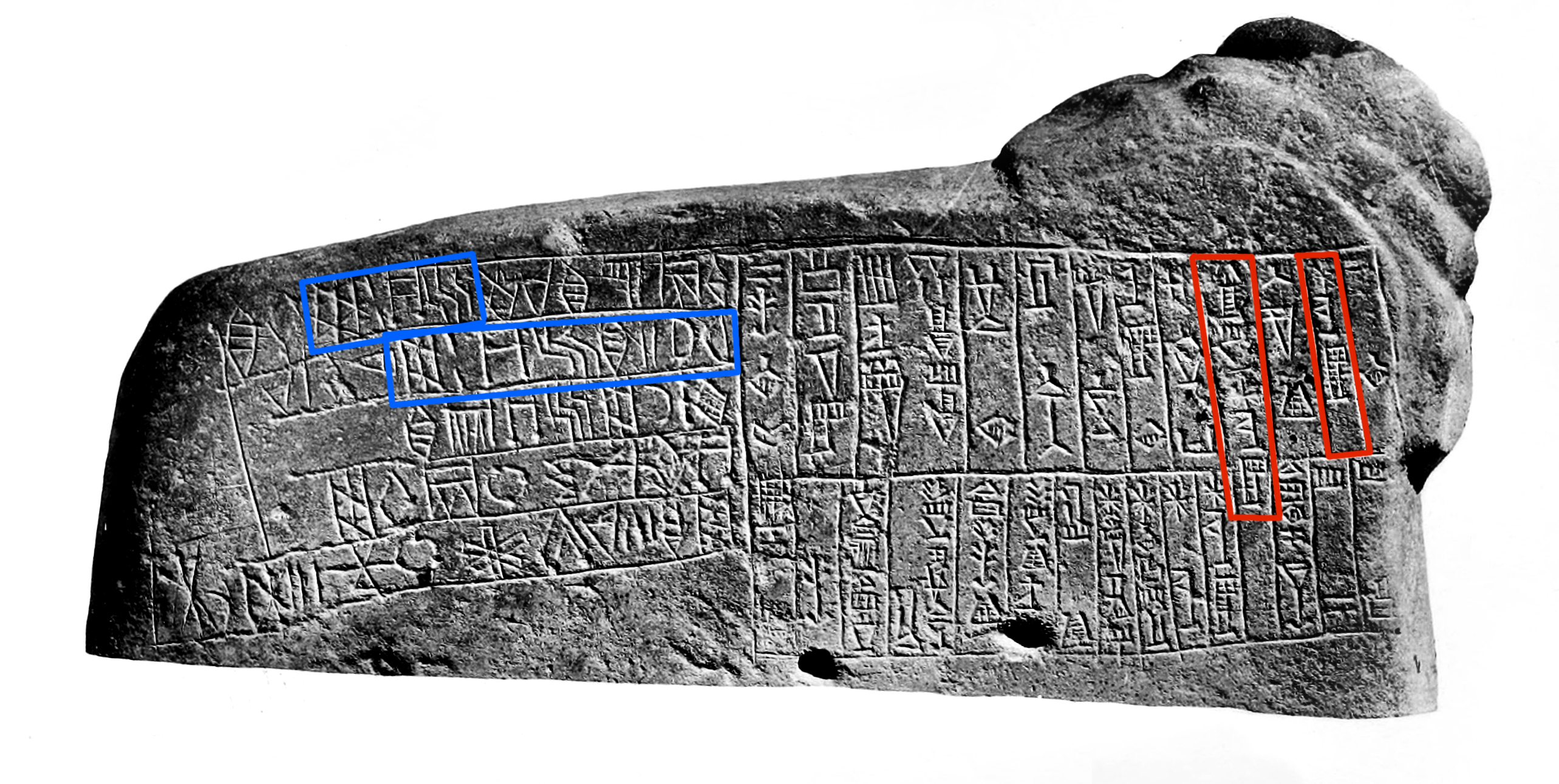
Перші успішні читання «лінійного еламського письма» в 1905 і 1912 роках базувалися на наявності двох слів із подібними закінченнями у відомому акадському клинописі («Іншушинак» та «Пузур-Іншушинак» червоним кольором), а також відповідних наборів знаків в еламському перекладі (синій). Стіл з головою лева, музей Лувр.

Перші читання були здобуті завдяки аналізу двомовного клинописного акадсько-лінійного напису на камінному столі з головою лева (зберігається у Луврі), Борком (1905) та Франком (1912). Два слова з подібними закінченнями були визначені на початку напису, виконаного відомим акадським клинописом (слова «Inshushinak» та «Puzur-Inshushinak»), яким відповідали подібні набори знаків з однаковими закінченнями на початку еламітської частини ( та ), що вказувало на збіг. Це дозволило досить точно визначити близько десяти знаків лінійної еламської писемності:
- Пу-зу-р шу-ши-на-к, цар Пузур-Іншушинак.[16]
- Ін-шу-ши-на-к, Бог Іншушинак.[16]

Подальші зусилля докладались, але без суттєвого успіху.

### Додаткові читання (2018)
Додаткові читання були запропоновані дослідником CNRS Франсуа Дессе у 2018 році на основі аналізу нещодавно виявлених суден з Гунаджі (2004).
Дессе ідентифікував повторювані послідовності знаків на початку написів з Гунаджі, і здогадався, що це імена царів; такий метод дещо нагадував розшифровку Гротефендом староперсидського клинопису в 1802—1815 роках. Використовуючи невеликий набір літер, ідентифікований у 1905—1912 роках, кількість символів у кожній послідовності, прийнятих за склади, і, в одному випадку, повторення символу, Дессе вдалося визначити єдиних двох сучасних історичних правителів, які відповідали цим умовам: Шилхаха та Ебарат, двох найдавнішіх царів династії Суккалмах. Ще один набір знаків відповідав відомому богу того часу: Напіріша. Це дозволило визначити кілька додаткових читань:
- Ши-л-ха-ха, Шилхаха, другий цар династії Суккалмах[18][19].
- Ебрт, Ебарат II, засновник династії Суккалмах[18][19].
- На-пі-р-рі-ша, бог Напіріша[18][19].

Станом на 2020 рік Дессе оголосив, що завершив розшифровку всіх відомих написів у лінійному еламському письмі шляхом дедуктивної роботи, заснованої на зіставленні відомої лексики еламців та нещодавно визначених додаткових літер, а також шляхом аналізу стандартного змісту відомих еламських текстів у клинописі.
Нові читання включають:
- Ха-та-м-ті, ендонім держави Елам.[19][20]

Дессе також вважає, що лінійне еламське письмо розвинулося з прото-еламського, і що прото-еламське розвивалося паралельно з шумерським клинописом.